# Nabhánovci
Dynastie Baní Nabhán, neboli Nabhánovci, byla ománská dynastie, která vládla přibližně pět století. Období jejich vlády se dělí na dvě éry – ranou a pozdní.
Raná Nabhánovská éra začala v roce 1154, kdy byly ze země vypuzeni Seldžukové a zemřel imám Džaber Mousa bin Abí al-Mali Mousa bin Nedžad a skončila roku 1500 odstraněním Sulejmána bin Sulejmána bin Mudafara al-Nabháního a potvrzením imáma Muhamada bin Ismaela novým ománským vládcem. Tato první éra trvala 400 let a provázely ji vnitřní i vnější invaze a války a navíc občasné změny imámů. Časté invaze přicházely z Persie.
Pozdní Nabhánovská éra trvala od roku 1500 do roku 1624. Nejvýznamnější událostí tohoto období byla okupace pobřežních území ze strany Portugalska, Nabhánovci tak vládli pouze vnitrozemí. Vedle toho vznikaly rozepře v samotné dynastii, opět se často měnili imámští vládci a různé ománské kmeny cítily možnost znásobit vlastní moc. Rokem 1624 začala vláda dynastie Jarúba, kterou o přibližně sto let později vystřídala dynastie al-Busaíd. Do dynastie al-Busaíd patří i současný ománský sultán Kábús bin Saíd.
Podle některých zdrojů udržovali Nabhánovci politické vztahy se sousedními státy v Perském zálivu a také s některými asijskými královstvími. Obzvláště silnými vztahy tehdy oplýval Omán v oblasti východní Afriky z důvodu velkého objemu vzájemného obchodu.